# Edgar Mitchell

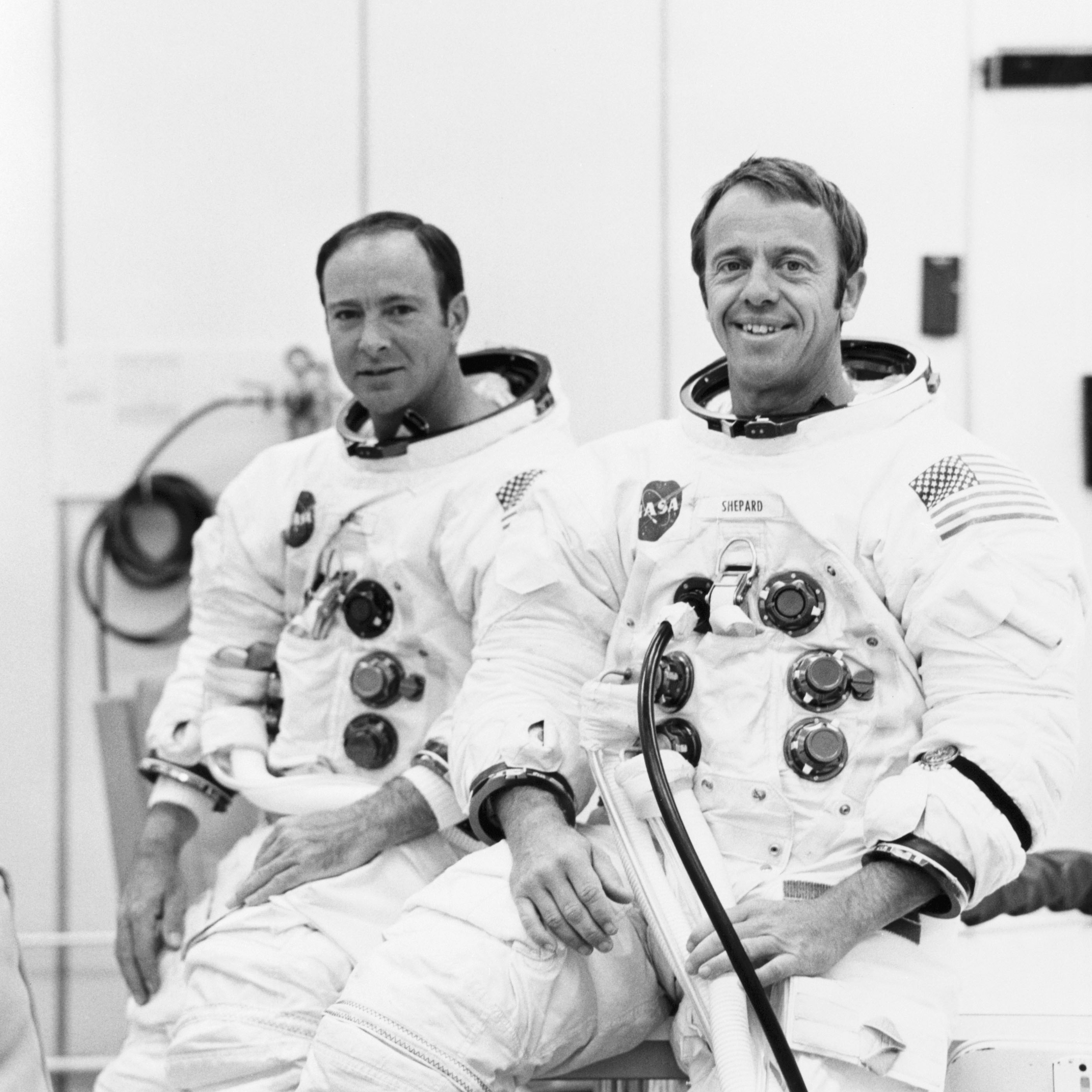
Edgar Mitchell i Alan Shepard podczas przygotowań do misji Apollo 14

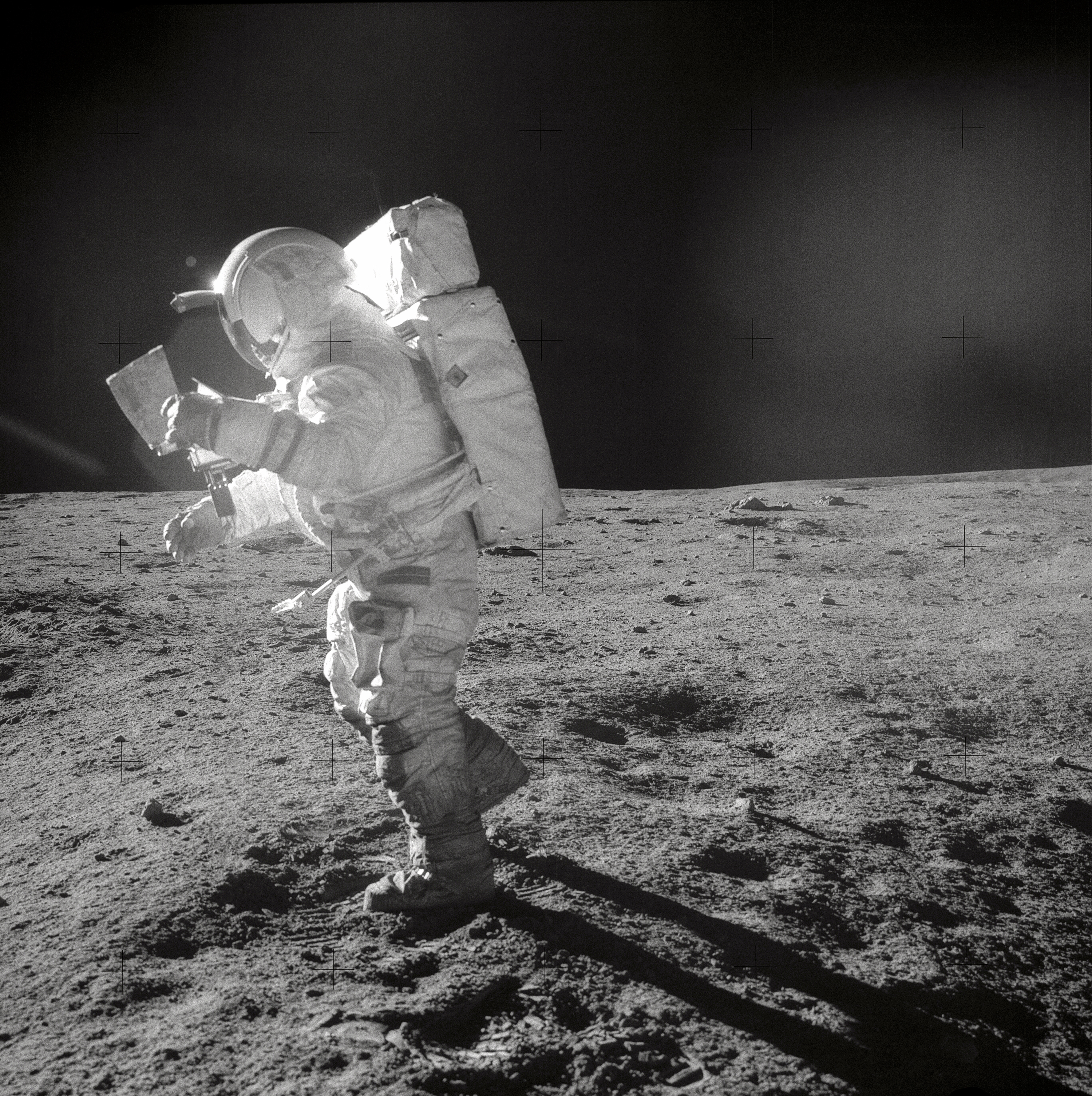
Edgar Mitchell podczas pracy na powierzchni Księżyca

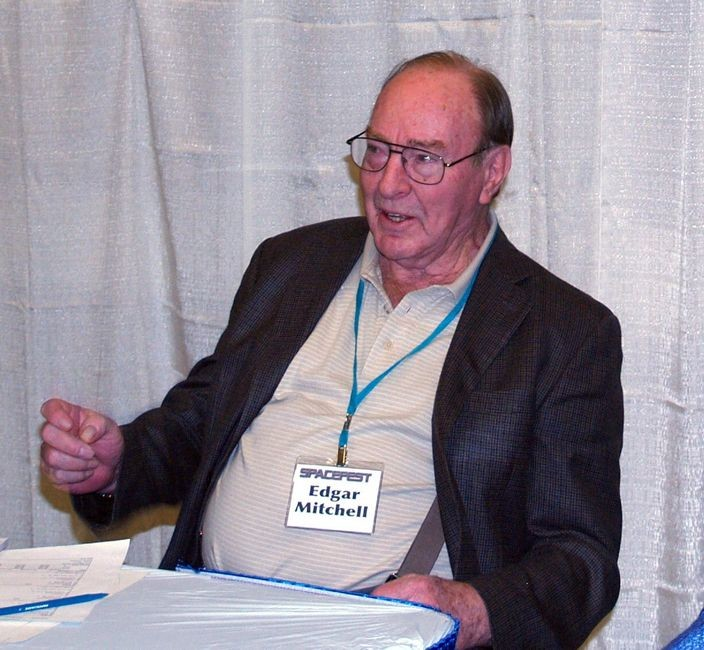
Edgar Mitchell, 2009

Edgar Dean Mitchell (ur. 17 września 1930 w Hereford, zm. 4 lutego 2016 w Lake Worth) – amerykański astronauta, szósty człowiek, który stanął na Księżycu. Komandor United States Navy.

## Życiorys

### Wykształcenie i służba wojskowa
Szkołę podstawową ukończył w Roswell, a średnią (Artesia High School) w mieście Artesia w stanie Nowy Meksyk. W 1952 został absolwentem Carnegie Institute of Technology, uzyskując licencjat z zarządzania. Po studiach wstąpił do Marynarki Wojennej Stanów Zjednoczonych. Podstawowe przeszkolenie przeszedł w obozie szkoleniowym rekrutów w San Diego (San Diego Recruit Depot). W maju 1953 po zakończeniu kursów przygotowawczych w Officers Candidate School w Newport otrzymał stopień podporucznika marynarki, natomiast w lipcu 1954 zakończył przeszkolenie lotnicze w bazie Hutchinson w stanie Kansas, a następnie został skierowany do 29 eskadry patrolowej na Okinawie.
W latach 1957–1958 był pilotem samolotu Douglas A-3 Skywarrior w 2 eskadrze bombowców szturmowych stacjonującej na lotniskowcach USS „Bon Homme Richard” i USS „Ticonderoga”. Do 1959 był pilotem doświadczalnym w 5 eksperymentalnej eskadrze lotniczej (Air Development Squadron Five).
W 1961 po ukończeniu Podyplomowej Szkoły Marynarki Wojennej (Naval Postgraduate School) otrzymał licencjat z inżynierii lotniczej, a w 1964 obronił pracę doktorską z dziedziny aeronautyki i astronautyki na Massachusetts Institute of Technology.
W latach 1964–1965 pracował przy budowie załogowego laboratorium orbitalnego MOL (Manned Orbiting Laboratory). W 1966 w bazie lotniczej Edwards w Kalifornii ukończył Szkołę Pilotów Doświadczalnych Aeronautyki (USAF Aerospace Research Pilot School), a później był w niej instruktorem.
W październiku 1972 przeszedł do rezerwy w stopniu komandora.
Jako pilot wylatał ponad 5000 godzin, z czego 2000 na samolotach z napędem odrzutowym.

### Kariera astronauty
4 kwietnia 1966 zakwalifikował się do piątej grupy astronautów NASA (NASA 5). W marcu 1969 podczas lotu Apollo 9 był członkiem załogi wspierającej, natomiast w maju 1969 był pilotem modułu księżycowego w załodze rezerwowej statku Apollo 10.
Od 31 stycznia do 9 lutego 1971 uczestniczył w misji Apollo 14. Był też pilotem załogi rezerwowej wyprawy Apollo 16.
W październiku 1972 opuścił Korpus Astronautów NASA.

#### Apollo 14
Start misji Apollo 14 nastąpił 31 stycznia 1971. Dowódcą wyprawy był Alan Shepard, pilotem modułu dowodzenia „Kitty Hawk” – Stuart Roosa, zaś pilotem modułu księżycowego „Antares” – Mitchell. 5 lutego Shepard i Mitchell wylądowali na powierzchni Księżyca. Roosa pozostawał w tym czasie na orbicie wokółksiężycowej, realizując program badań naukowych. Podczas pobytu na Księżycu astronauci dwukrotnie opuszczali moduł księżycowy. 5 lutego wyszli na zewnątrz na 4 godziny i 48 minut, a dzień później – na ponad 4,5 godziny. Do przemieszczania na powierzchni Srebrnego Globu wyposażenia badawczego astronauci używali transportera na kołach (Modular Equipment Transporter – MET). Podczas 33-godzinnego pobytu na Księżycu Shepard i Mitchell zebrali ok. 45 kg próbek gruntu. Transmisje z prac astronautów po raz pierwszy były zrealizowane przy użyciu telewizji kolorowej. 6 lutego lądownik księżycowy przycumował pomyślnie do modułu dowódczego. 9 lutego zaś kapsuła z astronautami wodowała na Oceanie Spokojnym w odległości około 7 kilometrów od jednostki ratowniczej – uderzeniowego okrętu desantowego USS „New Orleans”.

### Po opuszczeniu NASA
W 1973 założył Institute of Noetic Sciences z siedzibą w San Francisco. Do tej organizacji, która zrzesza około 50 000 członków z całego świata, należą ludzie o różnych poglądach filozoficznych i religijnych. Na swoich spotkaniach wymieniają poglądy i prowadzą dyskusje na tematy naukowe oraz dotyczące zjawisk paranormalnych.
W latach 1974–1978 był prezesem własnej firmy Edgar Mitchell Corp. w Palm Beach na Florydzie.
Do końca życia był przewodniczącym komitetu doradczego Instytutu ds. Współpracy w Kosmosie (Institute for Cooperation in Space), założonego przez dr Carol Rosin.

## UFO
Mitchell jako jeden z niewielu astronautów ujawniał informacje na temat niezidentyfikowanych obiektów latających (UFO), widzianych przez niego podczas wypraw kosmicznych. Twierdził, że jest w 90% pewny, iż wiele spośród tysięcy obiektów tego rodzaju, notowanych od lat 40. XX wieku, należy do przybyszów z innych planet.
W 2008 powiedział w audycji radiowej: „Przebywałem w kręgach wojskowych i wywiadowczych, które wiedzą, że byliśmy odwiedzani”.

## Odznaczenia i nagrody
- Prezydencki Medal Wolności (1970)
- Medal Marynarki Wojennej za Wybitną Służbę
- NASA Distinguished Service Medal
- NASA Group Achievement Award – trzykrotnie
- Navy Astronaut Wings
- Doktoraty honorowe
  - Uniwersytet Stanu Nowy Meksyk
  - Uniwersytet w Akronie
  - Carnegie Mellon University
  - Embry–Riddle Aeronautical University
- Medal Miasta Nowy Jork (Medal of the City of New York)
- Nagroda im. Johna F. Kennedy’ego za eksplorację kosmosu (John F. Kennedy Award for Space Exploration)
- Złoty Medal Klubu Odkrywców
- Nagroda Uniwersytetu Drexela w Dziedzinie Inżynierii i Nauki za badania świadomości (Drexel University Engineering and Science Award for Explorations in Consciousness) (1974)
- Wprowadzenie do Kosmicznego Panteonu Sławy (Space Hall of Fame) (1979)
- Nagroda Lowella Thomasa za eksplorację świadomości ludzkiej (Lowell Thomas Award for Explorations in Human Consciousness) (1980)
- Wprowadzenie do Panteonu Sławy Astronautów Stanów Zjednoczonych (United States Astronaut Hall of Fame) (1995)
- Nominacja do Pokojowej Nagrody Nobla (2005)
- Universal Astronaut Insignia za lot orbitalny (nr 50, pośmiertnie) – Stowarzyszenie Uczestników Lotów Kosmicznych (Association of Space Explorers(inne języki))[3]

## Publikacje książkowe
- Psychic Exploration: A Challenge for Science, 1974, ISBN 0-399-11342-8
- The Way of the Explorer, 1996, ISBN 1-57270-019-X

## Dane lotu
| Lot kosmiczny, w którym uczestniczył Edgar D. Mitchell       | Lot kosmiczny, w którym uczestniczył Edgar D. Mitchell | Lot kosmiczny, w którym uczestniczył Edgar D. Mitchell | Lot kosmiczny, w którym uczestniczył Edgar D. Mitchell | Lot kosmiczny, w którym uczestniczył Edgar D. Mitchell | Lot kosmiczny, w którym uczestniczył Edgar D. Mitchell |
| Data startu                                                  | Data lądowania                                         | Statek kosmiczny                                       | Funkcja                                                | Czas trwania                                           |                                                        |
| ------------------------------------------------------------ | ------------------------------------------------------ | ------------------------------------------------------ | ------------------------------------------------------ | ------------------------------------------------------ | ------------------------------------------------------ |
| 31 stycznia 1971                                             | 9 lutego 1971                                          | Apollo 14                                              | Pilot modułu księżycowego                              | 9 dni 1 minuta i 58 sekund                             |                                                        |
| Łączny czas spędzony w kosmosie – 9 dni 1 minuta i 58 sekund |                                                        |                                                        |                                                        |                                                        |                                                        |